# Dryadella lilliputiana
Dryadella lilliputiana là một loài thực vật có hoa trong họ Lan. Loài này được (Cogn.) Luer mô tả khoa học đầu tiên năm 1978.